# Monumento a Balzac
El monumento a Balzac es una estatua hecha por el escultor francés Auguste Rodin entre 1892 y 1897 en honor al novelista Honoré de Balzac . 

## Antecedentes
Esta obra fue encargada originalmente por la Société des gens de lettres en 1888 al escultor Henri Chapu, quien murió súbitamente en abril de 1891 antes de entregar la obra. Ante esta situación, el escritor Émile Zola le escribe a Rodin el 14 de agosto de 1891 para informarle que, después de llegar a una resolución en la sesión del 6 de julio del mismo año, con 12 votos a favor y 8 en contra, la Sociedad le comisionó la elaboración del monumento, el cual debía ser erigido en la Plaza del Palacio Real. Para este fin, el escritor francés quería que el monumento estuviera terminado el 1 de mayo de 1893.
Comisionado para honrar a Honoré de Balzac, considerado en esa época uno de los novelistas más grandes de Francia, Rodin pasó siete años indagando y estudiando la vida y el trabajo del escritor, planteando modelos que se le parecieran y ordenando ropa a su medida; de estas pesquisas según Kenneth Clark lo único que averiguó fue que éste había sido en su edad adulta un tipo gordo, achaparrado y de aspecto poco glorioso. Sin embargo, el objetivo del artista era comunicar una idea del espíritu del hombre y el sentido de su vitalidad creadora: Pienso en su intenso trabajo, en la dificultad de su vida, en sus incesantes batallas y en su gran coraje, dijo el artista.
Rodin, que era fiel a la naturaleza, se enfrentó al reto de esculpir a Balzac cuando tenía más de 30 años muerto; sin embargo, apremiado por la tarea de modelar la imagen de un personaje ejemplar y muy admirado. Rodin realizó una profunda  indagación documental y de campo sobre el escritor.
Ejecutó siete modelos desnudos para la pieza, pero finalmente realizó la escultura con una túnica inspirada en la bata que Balzac usaba al escribir por las noches. Además, se interesó por plasmar la representación histórica de este personaje por lo que visitó el país natal de Balzac y se adentró en el personaje.
El escultor se comprometió a realizar una estatua de tres metros por la suma de 30.000 francos. Con la intención de hacer de la figura un monolito, una forma única, fálica, el Monumento a Balzac es una metáfora visual de la energía y genio del autor, pero cuando el original de yeso se exhibió en el Salón de la Société Nationale des Beaux-Arts en el Campo de Marte de París en 1898  fue ampliamente atacado. Los críticos lo compararon con un saco de carbón, con un muñeco de nieve y la sociedad literaria que había encargado el trabajo lo descartó al considerarlo un bosquejo bruto, así que Rodin llevó el modelo del yeso a su hogar en los suburbios de París y no fue fundido en bronce hasta años después de su muerte. Cuarenta y un años más tarde fue exhibido en el cruce del bulevar Raspail y Montparnasse, después fue trasladado al Museo de Arte Moderno de Nueva York.
La Société no reconoció el monumento de Balzac por lo que encargaron la escultura a Falguière.
Para muchos estudiosos esta será la escultura más bella y mejor lograda del genio francés. Rodin respecto a esta obra proclamó:  "el fruto y resumen de toda mi vida y el pivote de mi estética personal". Es, sin duda, la concepción artística que inaugura el lenguaje plástico del siglo XX.